# Kurukavak, Güneysınır
Kurukavak là một xã thuộc huyện Güneysınır, tỉnh Konya, Thổ Nhĩ Kỳ. Dân số thời điểm năm 2011 là 73 người.